# Acide 3-hydroxyisobutyrique
L’acide 3-hydroxyisobutyrique, ou acide 3-hydroxy 2-méthylpropanoïque, souvent abrégé en 3-HIBA dans la littérature anglophone, est un intermédiaire du métabolisme de la valine.